# Jean de Baroncelli
Pour les articles homonymes, voir Baroncelli.
Jean de Baroncelli, 10e marquis de Javon, né le 25 mars 1914 à Paris et mort le 31 juillet 1998 à Montpellier, est un écrivain et critique de cinéma français.

## Biographie

### Jeunesse et études
Jean de Baroncelli est le fils du cinéaste Jacques de Baroncelli. Il naît le 25 mars 1914 dans le 16e arrondissement de Paris. Il fait des études de droit et de lettres, et est diplômé de l'École libre des sciences politiques. 
Il se marie le 19 octobre 1950 avec l'actrice Sophie Desmarets. Le couple a une fille, Caroline, née en 1952.

### Parcours professionnel
D’abord collaborateur du journal antisémite Je suis partout, il écrit ensuite, de 1953 à 1983, dans le journal Le Monde de nombreuses critiques de cinéma, ainsi que des entretiens et des enquêtes.
Il a été membre du jury lors de plusieurs festivals (par ex. Berlin 1957, Cannes 1958 et 1963, Venise 1961). Il a même fait un temps partie du conseil d'administration du Festival de Cannes. Il a également participé à plusieurs émissions du Masque et la Plume.
Il est, avec Jeander (critique du journal Libération) et des exploitants de cinéma parisiens, à l'origine de la création de l'Association française des cinémas d'art et d'essai en 1955.

## Opinions
« Jean de Baroncelli a contribué à l'institutionnalisation de la critique de cinéma. Il a donné à cet exercice une assise journalistique inédite en développant la place de la rubrique « Cinéma » au sein du Monde au moyen de comptes rendus réguliers, de longs entretiens et d'enquêtes. La pondération qui caractérise ses articles fut aussi le moyen d'asseoir la « respectabilité » du métier de critique : pondération du style au moyen d'exposés concis et de phrases courtes, pondération des idées ne convoquant aucun arsenal théorique, pondération du goût, susceptible d'emballement mais peu amateur de radicalité, pondération du ton, loin de la virulence des Jeunes Turcs de la Nouvelle Vague qui, à la même époque, se livraient à la critique de cinéma de manière totalement opposée. »

## Romans publiés
- Vingt-six hommes, Paris, Grasset, 1941.
- Gilbert, 1945.
- Né en 1914, Paris, Grasset 1945.
- Le Disgracié, Paris, La Jeune Parque, 1946.
- Les Chevaliers de la Lune, Paris, Table ronde, 1950.
- L'Hispano blanche, Paris, Orban, 1988.